# Tranches de vie
Tranches de vie è un film del 1985 diretto da François Leterrier.
Si basa sull'omonima striscia a fumetti di Gérard Lauzier.